# 西氿
西氿是一个位于中国江苏省宜兴市的湖泊，面积约为10.5平方千米。2005年2月，列入江苏省湖泊保护名录。